# Merrill (Iowa)
Pour les articles homonymes, voir Merrill.
Merrill est une ville du comté de Plymouth, en Iowa, aux États-Unis. Elle est baptisée en l'honneur du 7e gouverneur de l'Iowa, Samuel Merrill (en), en 1872 et incorporée le 24 avril 1894. Elle est située à proximité de la Floyd River (en).

## Source de la traduction
- (en) Cet article est partiellement ou en totalité issu de l’article de Wikipédia en anglais intitulé « Merrill, Iowa » (voir la liste des auteurs).